# Lophosia flavicornis
Lophosia flavicornis là một loài ruồi trong họ Tachinidae.